# Tập thí điểm (How I Met Your Mother)
Tập phim mở đầu của sê-ri truyền hình How I Met Your Mother được phát sóng chính thức vào ngày 19 tháng 9 năm 2005.

## Nội dung
Tập phim (và sê-ri phim) được bắt đầu vào năm 2030 khi Ted Mosby đã kể cho các con của mình nghe câu chuyện mà anh đã gặp mẹ của bọn trẻ như thế nào. Câu chuyện bắt đầu vào năm 2005 với bạn thân và bạn cùng phòng của Ted, Marshall Eriksen đang cầu hôn bạn gái của anh Lily Aldrin, cho rằng Ted nên bắt đầu tìm kiếm một người bạn đời cho riêng mình. Tại một quán rượu có tên là MacLarens, khi đang nói chuyện với người bạn thân là Barney Stinson, Ted đã gặp một cô nàng phóng viên truyền hình Robin Scherbatsky, người đã khiến anh mê mẩn ngay lập tức. Ted sau đó đã rủ cô hẹn hò và buổi hẹn đã thành công. Nhưng cuối hôm đó, Robin đã bị những người đồng nghiệp kêu đến để phát sóng một tin tức thời sự mới.
Những người bạn của Ted đã cho rằng lẽ ra anh phải chủ động hôn cô ấy trước khi ra đi. Ted sau đó đã đến nhà của Robin với một bộ Vest ("Mặc đồ Vest vào", câu nói quen thuộc của Barney), cùng Marshall, Lily và Barney. Anh sau đó đã dừng lại tại một quán ăn Pháp và lấy chiếc kèn xanh của họ và sau đó tiếp tục đi đến nhà của cô. Mọi chuyện sau đó đã diễn ra khá tốt đẹp nhưng Ted sau đó đã buột miệng nói rằng anh yêu cô khiến cơ hội của Ted bị tiêu tan. Sau khi nén lại một thời gian dài để tạm biệt cô, anh đã tiếp tục quên mất "dấu hiệu" lần thứ hai khi anh vẫn không chủ động hôn Robin. Dù vậy, Ted trong tương lại đã kể lại với hai đứa con của mình rằng "đó chính là câu chuyện mà ba đã gặp... Dì Robin."

## Sản xuất
Sau khi anh tiết lộ rằng Robin sau đó chỉ trở thành bạn thân của Ted trong tập phim mở đầu, người sáng lập sê-ri Craig Thomas giải thích rằng họ đã phải quyết định thật kỹ vì họ không muốn chương trình sẽ "trở thành hay không" giống Friends, dù vậy, nếu mọi việc diễn ra theo hướng khác thì đó sẽ là một "tội đồ" cho Ted vì anh đã quen được với một người và như vậy thì chương trình kết thúc rất sớm.

## Tiếp nhận
Tập phim nhận được những đánh giá khá tích cực và nhận được tổng số điểm là 69 từ Metacritic.
Nielsen Media cũng đã đưa thống kê số khán giả là 7.9/8, trong đó có 3.3 khán giả lớn tuổi trong Nhân khẩu học 18-49.

## Âm nhạc
Bài hát dạo đầu: "Hey Beautiful" của The Solids.
- "Cigarettes and Coffee" của Otis Redding (chỉ xuất hiện trong phiên bản truyền hình)
- "I Want to Be Ready" của Kool Blues.
- "Back on the Chain Gang" của The Pretenders.

## Những xuất hiện đáng chú ý
- Những người bạn bị "bồ đá" của Robin ngoài ra đã xuất hiện lại trong tập phim "Zip, Zip, Zip," khi họ bị "đá" một lần nữa.
- Ted cũng đã nói về việc nhảy vọt.
- Barney đã được giới thiệu với con của Ted và khán giả với tên gọi là "Bác Barney". 42 giây sau đó, Ted đã thổ lộ việc mình lo lắng khi sẽ độc thân mãi mãi và cho rằng những đứa con của Lily và Marshall sẽ cho rằng anh sẽ là "ông già trung niên kỳ lạ gọi là Bác Ted." Đồng thời, khả năng quyến rũ người khác cũng đã được lần đầu tiên dẫn dắt bởi Barney.
- Đây chính là tập phim có phần mở đầu không hề sử dụng sau đó trong suốt mùa phim. Thay vì cảnh dạo đầu gồm những tấm ảnh màu vàng gồm năm nhân vật chính, tập phim này lại gồm cảnh một vài bước ảnh bình thường của Ted, Marshall, và một vài nữ diễn viên phụ cũng xuất hiện. Dù vậy, phiên bản của DVD đã chuyển sang đoạn dạo đầu bình thường.

### Blog của Barney
- Barney đã nói với Ted rằng hình ảnh anh mặc vest sẽ được đăng lên Blog của anh Lưu trữ ngày 25 tháng 5 năm 2011 tại Wayback Machine, và sau đó, blog của anh cũng đã đăng lên hình ảnh của Ted đồng thời anh còn tâm sự về tình yêu của anh đối với những cô gái người Liban.[4]

### Nối tiếp
- Cây kèn Pháp màu xanh được Ted gây bất ngờ cho Robin khi anh thực hiện vở nhạc kịch trong tập "Come On" và đã được xuất hiện trong tập cuối khi Ted lại lần nữa tỏ tình cùng Robin.
- Ranjit, tài xế taxi, người đã lái chiếc limo khi họ mừng Năm Mới trong tập "The Limo" và trở thành một trong những nhân vật xuất hiện thường xuyên.
- Marshall đã nhảy điệu robot tương tự như các tập phim tiếp theo.
- Câu nói của Barney, "Suit up!" ("Mặc đồ Vest vào!") sau đó đã được sử dụng thường xuyên trong nhiều tập phim sau đó.
- Trò chơi "Bạn đã Gặp Ted Chưa?" được Barney và Ted sử dụng để giới thiệu phụ nữ cho Ted và sau đó đã được áp dụng cho các nhân vật khác (Robin, Marshall và cả Barney. Trò chơi này Barney sử dụng với Justin và Kyle trong tập 16: Rally của season 9, trong đêm trước đám cưới của Barney và Robin).
- Barney đã nhấn mạnh rằng anh là bạn thân của Ted.
- Marshall đã gọi Pop Tart và sau đó là một ly bánh pudding là đồ chơi trẻ con (trong "Come On") và được anh, Lily, và Barney chế giễu Ted nếu anh nôn ra là "không đồ chơi trẻ con" trong tập "The Pineapple Incident".
- Barney đã nói thêm từ "chờ đã" trước khi anh định nói gì đó.
- Barney đồng thời còn giới thiêu câu nói quen thuộc "What up!" ("Có chuyện gì vậy!").
- Giới thiệu Blog của Barney.
- Barney rất thích chơi bắn súng laser.
- Lily đã lắc đầu của mình khi Barney định đập tay với cô.
- Đây là tập phim đầu tiên mà Ted đã phá hủy tình yêu có một hồi kết tốt đẹp. Dù vậy, anh cũng đã kể rằng Robin không phải là "người mẹ", mà là "Dì Robin".
- Tập này còn là có cảnh phim khi Marshall mở nắp chai rượu thì vô tình bắn vào mắt của Lily, tương tự như tập "Zoo or False" hay nhiều lần Marshall đã vô tình làm hại Lily trong nhiều tập sau đó.
- Ted cũng đã nắm chặt ngực trái của anh và cho rằng trái tim anh đang "tan vỡ".